# Olga Butkevych
Olga Butkevych (Zaporiyia, URSS, 3 de enero de 1986) es una deportista británica de origen ucraniano que compite en lucha libre. Ganó una medalla de bronce en el Campeonato Mundial de Lucha de 2012 y dos medallas en el Campeonato Europeo de Lucha, en los años 2011 y 2014.

## Palmarés internacional
| Campeonato Mundial | Campeonato Mundial  | Campeonato Mundial | Campeonato Mundial |
| Año                | Lugar               | Medalla            | Categoría          |
| ------------------ | ------------------- | ------------------ | ------------------ |
| 2012               | Edmonton (Canadá)   | Medalla de bronce  | 59 kg              |
| Campeonato Europeo |                     |                    |                    |
| Año                | Lugar               | Medalla            | Categoría          |
| 2011               | Dortmund (Alemania) | Medalla de bronce  | 59 kg              |
| 2014               | Vantaa (Finlandia)  | Medalla de bronce  | 60 kg              |